# Porcelana (cão)
A porcelana[Nota] (em francês:  Porcelaine) é uma raça canina cuja origem é ainda imprecisa: suíços e franceses não conseguem comprovar sua primeira aparição, pois é sabido que este cão fora difundido em ambas as nações por anos, o que acredita-se ter gerado a controvérsia sobre seu surgimento. Historicamente, é ainda afirmado que este animal era um sabujo popular na França em 1845, enquanto distribuíu-se em matilhas menores na Suíça, no ano de 1880. Historicamente, o porcelana fora quase extinto após revoluções, e os poucos exemplares restantes foram reunidos para manter a pureza e iniciar sua reconstrução numérica. Com os esforços bem sucedidos, estes sabujos tornaram-se ainda populares na Inglaterra, em parte por sua dita beleza, cuja pelagem produz reflexos brilhantes, semelhantes aos produzidos pela porcelana.
Seu temperamento é qualificado como energértico e feroz caçador, embora gentil no convívio familiar e com outros cães, e de fácil adestramento. Chamado amigável, é ainda classificado como um vigoroso animal de faro aguçado e forte latido. Fisicamente, pode atingir os 28 kg e os 59 cm.